# Termatodiscus nimbanus
Termatodiscus nimbanus är en mångfotingart som beskrevs av Carl Graf Attems 1952. Termatodiscus nimbanus ingår i släktet Termatodiscus och familjen Spirostreptidae. Inga underarter finns listade i Catalogue of Life.